# Letícia Parente
Letícia Parente, née en 1930 à Salvador, Bahia et morte en 1991 à Rio de Janeiro, est une artiste visuelle brésilienne spécialisée dans l'art vidéo politiquement engagé. Ses courts métrages surréalistes présentent des éléments de l'art corporel et de l'art de la performance. Une grande partie de son travail est centrée sur la protestation contre l'utilisation de la torture de masse par la dictature militaire au Brésil tout au long des années 1970. Outre son activité d'activiste et d'artiste, Letícia Parente est également titulaire d'un doctorat en chimie et n'a jamais quitté sa carrière scientifique après avoir découvert l'art.

## Biographie
Letícia Parente entre dans le monde de l'art en 1971, à l'âge de 41 ans. Elle étudie les techniques d'impression au Núcleo de Artes e Criatividade à Rio de Janeiro. Peu de temps après, elle rencontre des artistes comme Anna Bella Geiger et Sonia Andrade qui l'initient à l'art vidéo.

## Création artistique
Letícia Parente occupe une place très importante dans l’histoire de l’art contemporain et de la vidéo au Brésil. La plus connue de ses œuvres est Marca Registrada , un film muet VHS qui représente l'artiste en train de coudre les mots « MADE IN BRASIL » sur la plante de son pied. Un autre film de la même période, In, suit Letícia Parente alors qu'elle se suspend à l'aide d'un cintre de commode dans un placard. Selon l'artiste Myriam Gurba, cette vidéo fait en partie allusion à l'exécution du journaliste brésilien Vladimir Herzog. La police tente alors de faire passer sa mort comme un suicide mais des traces de torture sont visibles sur son corps.

## Œuvres choisies
- Marca Registrada (1975)
- In (1975)
- Preparação I (1975)
- Tarefa I (1982)